# Crassula rupestris
Crassula rupestris (L.f., 1782), è una pianta succulenta appartenente alla famiglia delle Crassulaceae, originaria delle Province del Capo, in Sudafrica.
Ha ottenuto l'Award of Garden Merit della Royal Horticultural Society.

## Descrizione

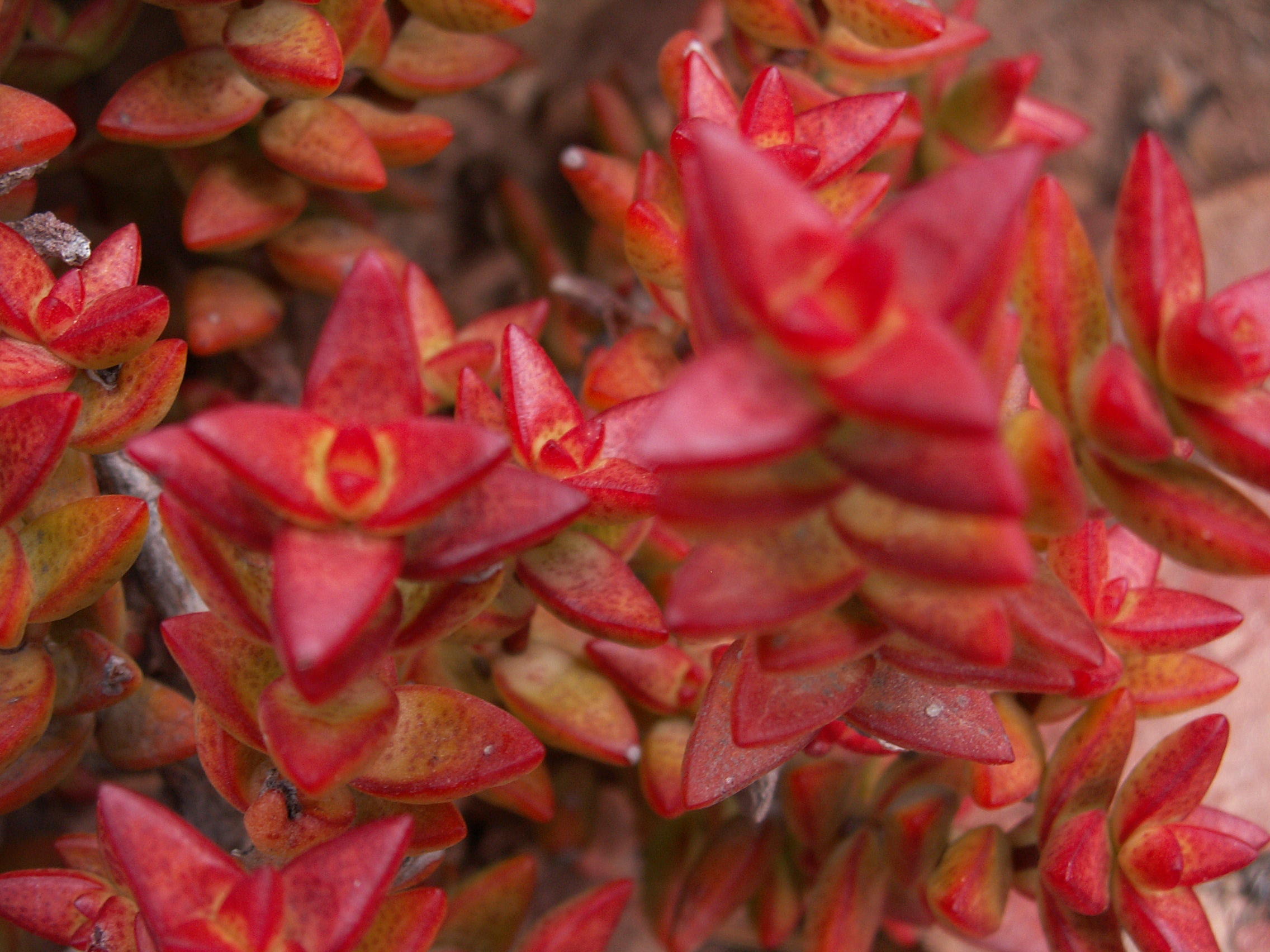
Foglie di C. rupestris esposte ad un intenso irraggiamento solare

Si tratta di una pianta perenne, a comportamento arbustivo, molto ramificata ed in grado di crescere fino a 45 centimetri d'altezza. Viene spesso confusa con la Crassula perforata ma può essere facilmente identificata al momento della fioritura dalle brattee, che si dipartono dal nodo della prima ramificazione laterale delle infiorescenze, oltre che dai petali lunghi almeno 3 millimetri.
Le foglie sono succulente, di forma ovale ma appuntite alle estremità, glabre, colore verde-grigiastro e solitamente bordate di rosso. Queste sono disposte a coppie contrapposte e misurano circa 3–15 mm in lunghezza per 2–13 mm in larghezza. Se sottoposte a un'intesa luce solare la pianta assumerà invece una colorazione rossastra.
Tra giugno e ottobre la pianta produce delle infiorescenze a tirso, tricotomiche e di forma arrotondata. I fiori sono uniti agli steli mediante dei peduncoli violacei lunghi fino a 20 millimetri, in parte nascosti dalle foglie superiori e da delle brattee lunghe almeno 3 millimetri. Questi, a forma di stella così come nelle altre specie appartenenti al genere Crassula, possono raggiungere i 6 millimetri di diametro e sono solitamente di colore bianco o rosato.

## Sottospecie
Al momento sono accettate le seguenti sottospecie:
- Crassula rupestris subsp. commutata (Friedr.) Toelken[5]
- Crassula rupestris subsp. marnieriana (Huber & Jacobsen) Toelken[6], nota anche come Crassula Marnieriana.

### Crassula rupestrissubsp.commutata
Sottospecie non molto dissimile dalla pianta in sé, è originaria di una ristretta area nei pressi del fiume Orange, al confine tra Sudafrica e Namibia. Di dimensioni leggermente più piccole della specie principale, rassomiglia molto alla Crassula brevifolia ma, a differenza di quest'ultima, le foglie non crescono più lunghe di un centimetro.

### Crassula rupestrissubsp.marnieriana
Tende a ramificarsi molto più di rado ed è caratterizzata da foglie di ridotte dimensioni che, fuse tra loro, danno alla pianta un aspetto colonnare. Le infiorescenze sono formate da un gran numero di piccoli fiori rosati che, se la pianta è esposta alle giuste condizioni ambientali, verranno prodotti fino ad inizio inverno.
Molto diffuso è la cultivar "Contorta", che ha la peculiarità di non sviluppare fusti lineari ma, appunto, piegati ed intrecciati.

## Coltivazione
La Crassula rupestris predilige terreni ben drenati, con una buona componente di sabbia e può essere posta a dimora in pieno sole per tutto l´anno, avendo cura di ombreggiarla nelle ore più calde dell´estate. Le annaffiature in estate dovranno essere frequenti, mentre in inverno quasi del tutto sospese.
La pianta è compresa nelle USDA Hardiness Zones da 9b a 12, pertanto non dovrebbe essere esposta a temperature inferiori ai 12,8 °C, e mai sotto -3,9 °C, anche se è preferibile che il limite inferiore sia tra i 5 e i 10 °C. Una volta al mese concimarle con fertilizzante specifico per piante grasse.
La moltiplicazione può avvenire sia per seme che per talea.

## Galleria d'immagini

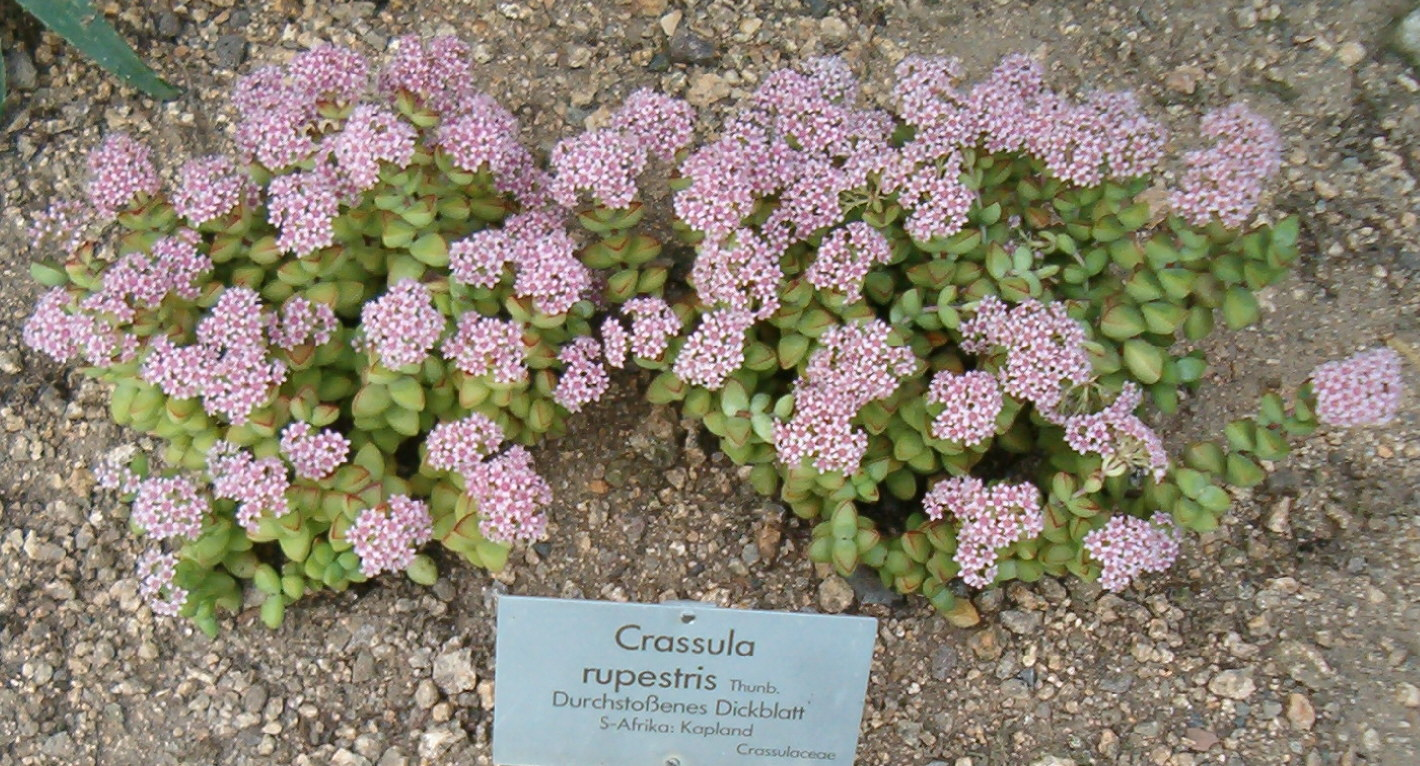
Esemplare di C. rupestris all'orto botanico di Berlino.
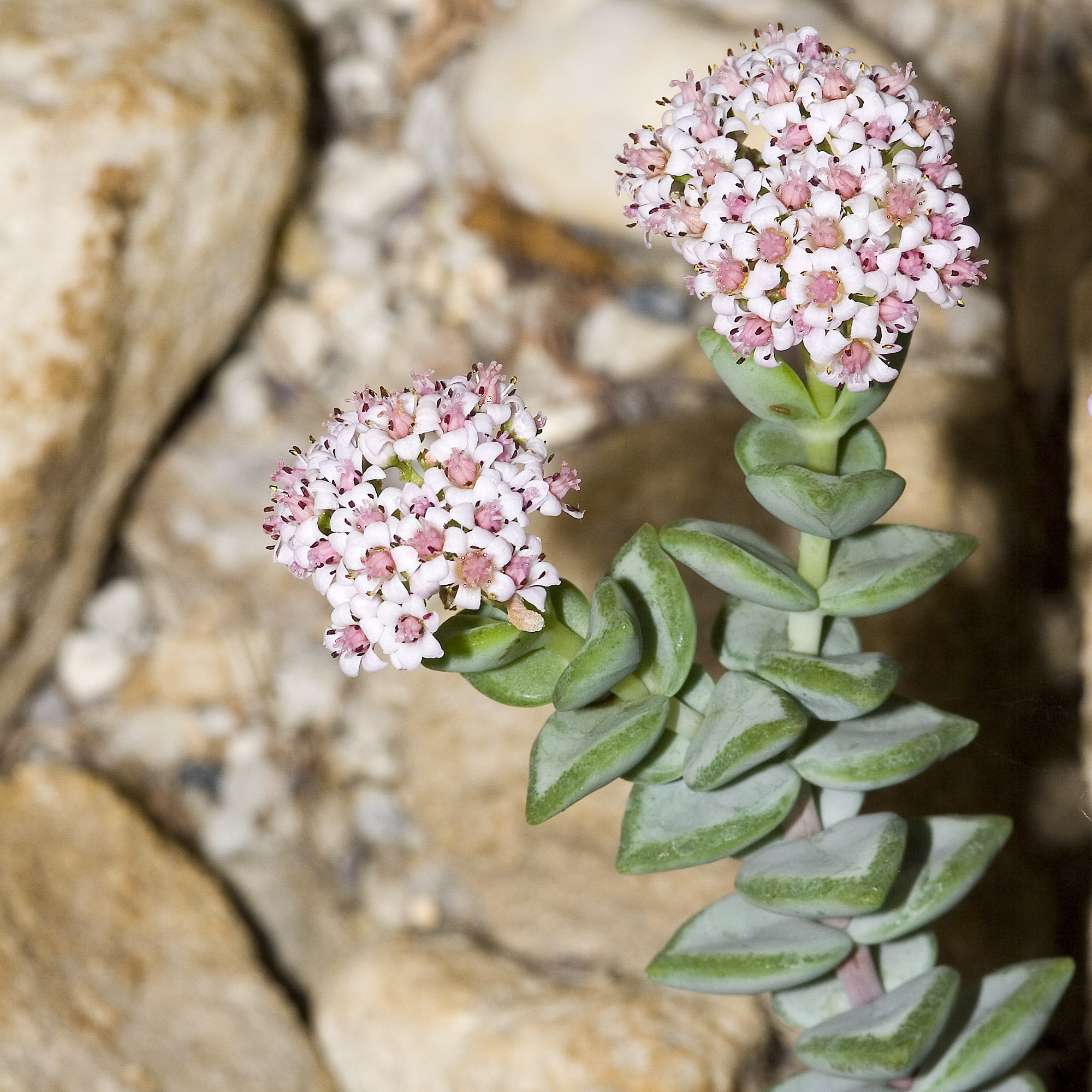
Infiorescenza e foglie di C. rupestris
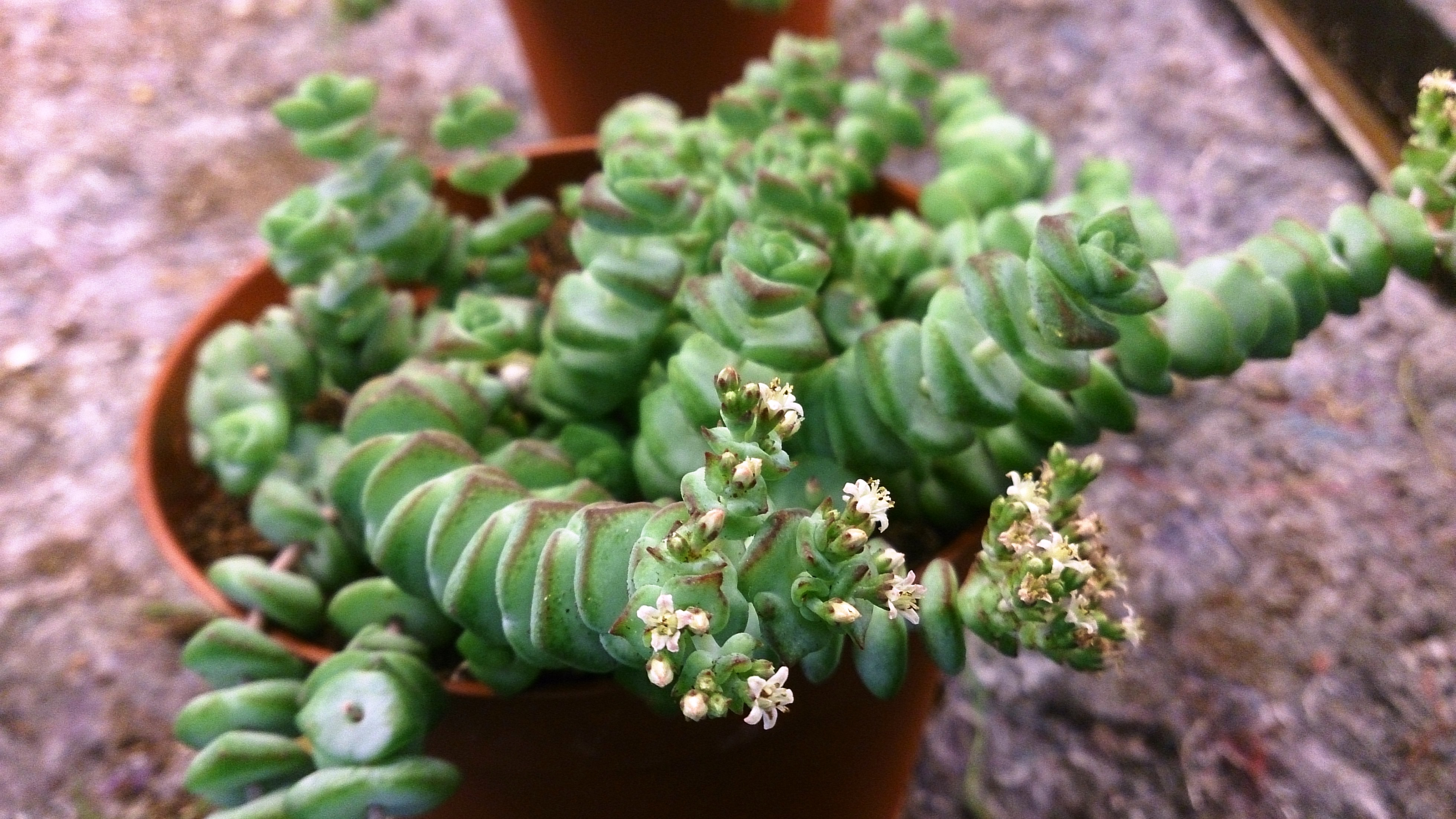
Esemplare di C. rupestris subsp. marnieriana
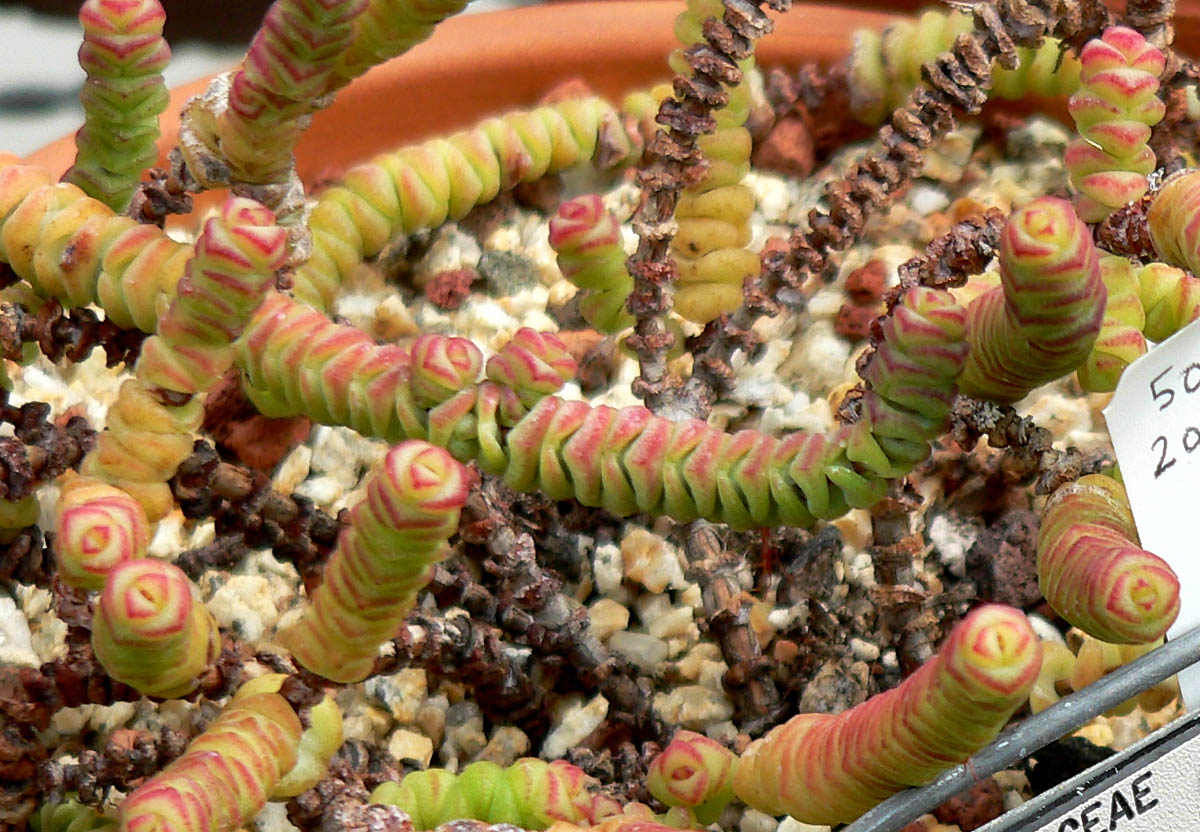
Crassula rupestris subsp. marnieriana cv. "Contorta"